# Eduardo Gallardo
Eduardo Vicente Gallardo (* 20. April 1969) ist ein argentinischer Handballtrainer.

## Karriere
Gallardo trainierte bereits mit 19 Jahren die Mannschaft von Club Atlético River Plate. In seiner 31-jährigen Amtszeit gewann das Team aus Buenos Aires unter anderem elfmal das Torneo Metropolitano, zehnmal das Torneo Nacional und fünfmal das Súper 4. Bei der südamerikanischen Vereinsmeisterschaft Jahr 2000 und bei den panamerikanischen Vereinsmeisterschaften 2007, 2011, 2012 und 2015 wurde man jeweils Dritter.
Im Jahr 2006 übernahm Gallardo zudem die argentinische Jugendnationalmannschaft. 2007 führte er sie bis in das Halbfinale der U-19-Weltmeisterschaft, wo man dem späteren Weltmeister Dänemark unterlag. Im Spiel um Bronze verlor man gegen Schweden. 2009 nahm er mit der Juniorenauswahl an der U-21-Weltmeisterschaft teil und erreichte den sechsten Rang. Den Kern dieser Mannschaft um Diego Simonet und Federico Gastón Fernández übernahm er als Trainer der argentinischen A-Nationalmannschaft. Mit den Gladiadores gewann er dreimal die Panamerikameisterschaft und einmal die Panamerikanischen Spiele sowie zwei Silbermedaillen bei den Südamerikaspielen. Fünfmal gelang die Qualifikation zur Weltmeisterschaft. Als Sieger der Panamerikanischen Spiele 2011 qualifizierten sich Argentiniens Handballer 2012 in London erstmals für die Olympischen Spiele. Genau wie 2012 erreichte die Auswahl auch 2016 in Rio de Janeiro den 10. Platz.
Seit 2018 betreut Gallardo die Argentinische Frauen-Handballnationalmannschaft. Mit ihr nahm er an den Weltmeisterschaften 2019 und 2021 teil. Bei der Süd- und mittelamerikanischen Meisterschaft gewann die Mannschaft 2018 und 2021 Silber.

## Erfolge als Trainer
mit River Plate:
- Torneo Metropolitano: 2003, 2004, Clausura 2005, Apertura 2006, Clausura 2006, Apertura 2007, Clausura 2007, Clausura 2008, Apertura 2009, Clausura 2009, Apertura 2012
- Torneo Nacional: 1999, 2003, 2005, 2006, 2007, 2008, 2009, 2010, 2011, 2014
- Súper 4: 2005, 2007, 2008, 2011, 2014

Panamerikameisterschaft der Männer:
- Gold 2010, 2012, 2014
- Bronze 2016

Panamerikanische Spiele der Männer:
- Gold 2011
- Silber 2015

Südamerikaspiele der Männer:
- Silber 2010, 2014

Olympische Spiele:
- 10. Platz 2012 und 2016 mit den Männern

Süd- und mittelamerikanische Meisterschaft der Frauen:
- Silber 2018, 2022